# Старженецкая, Ирина Александровна
Ири́на Алекса́ндровна Старжене́цкая (род. 8 декабря 1943) — советский и российский живописец, действительный член РАХ.

## Биография
С 1966 года принимает участие в художественных выставках.
В 1968 году окончила Московский государственный художественный институт им. В. И. Сурикова, где училась у А. М. Грицая, Д. Д. Жилинского и С. Н. Шильникова.
В 1969 году вступила в Союз художников СССР.
В 1962—1985 годах занимается сценографией, работает художником-постановщиком в театрах Москвы, Куйбышева, Саратова и других.
С 1989 года пишет иконы и расписывает храмы, в том числе храм Воскресения Христова в Тарусе и церковь Малое Вознесение в Москве.
В 2000 году удостоена Государственной премии РФ.
В 2001 году стала членом-корреспондентом Российской академии художеств.
В 2003 году награждена медалью преподобного Сергия Радонежского Русской православной церкви.
В 2004 году награждена золотой медалью Российской академии художеств.
С 2007 года действительный член Российской академии художеств.
Педагог кафедры режиссуры драмы в ГИТИС.
В 2015 году удостоена Благодарности Президента Российской Федерации
Произведения И. А. Старженецкой находятся в собрании Государственной Третьяковской галереи, в Государственном Русском музее, в Московском музее современного искусства, в Государственном музее музыкальной культуры им Глинки, Государственном музее истории Москвы, Музее современного искусства Людвига в Кельне, Новой галерее в Ахене, Словацкой национальной галерее, в художественных музеях Вологды, Иваново, Омска, Томска, Ярославля, а также в частных коллекциях в России и за рубежом.

## Выставки выборочно
2015
— «Новая Галерея», Тамбов.
— Открытый клуб, Москва.
2014
— Музей архитектуры имени Щусева (МУАР), Москва.
2010
— Российская академия художеств, Москва.
2008
— МГВЗ «Новый манеж», Москва.
— Российская академия художеств, Москва.
2007
— «Новая галерея», Тамбов.
— Галерея «Винсент», Москва.
2006
— Центр современного искусства «M’ARS», Москва.
2005
— Музей истории города Обнинска.
2004
— Государственная Третьяковская галерея, Москва.
— Театр «Школа драматического искусства», Москва.
2003
— Центр современного искусства «M’ARS», Москва.
2002
— Галерея «Арт 21», Москва.
— «Галерея Л.Закировой», Нидерланды.
— Галерея «Манеж», Москва.
2001
— Центральный выставочный зал «Манеж», Москва.
— Тарусская картинная галерея.
1999
— ЦДХ, Москва.
— Центральный выставочный зал «Манеж», Москва.
1998
— галерея «Манеж», Москва.
— «Русская галерея», Таллинн, Эстония.
1996
— Галерея «Манеж», Москва.
— Культурный центр «Феникс», Москва.
1994
— выставочный зал журнала «Наше наследие», Москва.
— Калининградская художественная галерея.
1993
— Галерея «Вест Арт», Осло, Норвегия.
— Государственная Третьяковская галерея, Москва.
1991
— Тарусская картинная галерея.
1989
— ЦДХ, Москва.
1988
— Серпуховской историко-художественный музей.